# Sofonisba Anguissola
Sofonisba Anguisciola (Angosciola, Angussala) ((født 1527, 1535 og 1532 er angivet forskellige steder), død 16. november 1625 i Palermo) var en italiensk malerinde.
Sofonisba Anguisciola den berømteste og ældste af seks adelige søstre, der alle var malerinder, vandt navn som portrætmalerinde. Hun var elev af Bernardino Campi. 1559 kaldtes hun som hof malerinde til Madrid; senere kom hun ved giftermål (første gang med en svoger til vicekongen af Sicilien) til Palermo og Genua. På sine ældre dage blev hun blind; Antoon van Dyck traf hende i hendes 96. år i Palermo, endnu åndslivlig og frisk og tog et portræt af hende i sin skitsebog. Hun er en smagfuld portrætmaler, påvirket af venetianerne (særlig mange selvportrætter således i Uffizi i Firenze). Hendes højtdannede, alsidige ånd og vindende personlighed bidrog sit til det store kunstnerry, hun nød hos samtiden. Billeder af hende rundt om i italienske og andre samlinger. I Nivaagaards Malerisamling ses en portrætgruppe af Anguisciola (hendes far, søster og broder).